# Francisco Javier Sanjuán Arantegui
Francisco Javier Sanjuán Arantegui   (Saragossa, 23 de juliol de 1939 - Barcelona, 26 de juny de 2021) va ser un jugador de bàsquet aragonès, format a Catalunya, de la dècada de 1960.
Nascut a Saragossa, de nen s'establí a Barcelona. Es formà en el món del bàsquet primer a La Salle Bonanova i el 1957 als Maristes Sant Joan. L'any 1958 fitxà pel RCD Espanyol on jugà amb el seu germà Vicente. L'any 1962 l'Espanyol va desfer l'equip de bàsquet i Sanjuán fitxà pel CB Aismalíbar de Montcada, on jugà dues temporades. El 1964 l'Aismalíbar també desaparegué i Sanjuán marxà al FC Barcelona, on jugà fins 1972. El seu darrer club professional fou el Picadero JC. La temporada 1974-75 jugà al Club Bàsquet Boscos de Ciutadella.
Disputà 25 partits amb la selecció espanyola i participà a l'EuroBasket de 1961.